# 協和街 (香港)

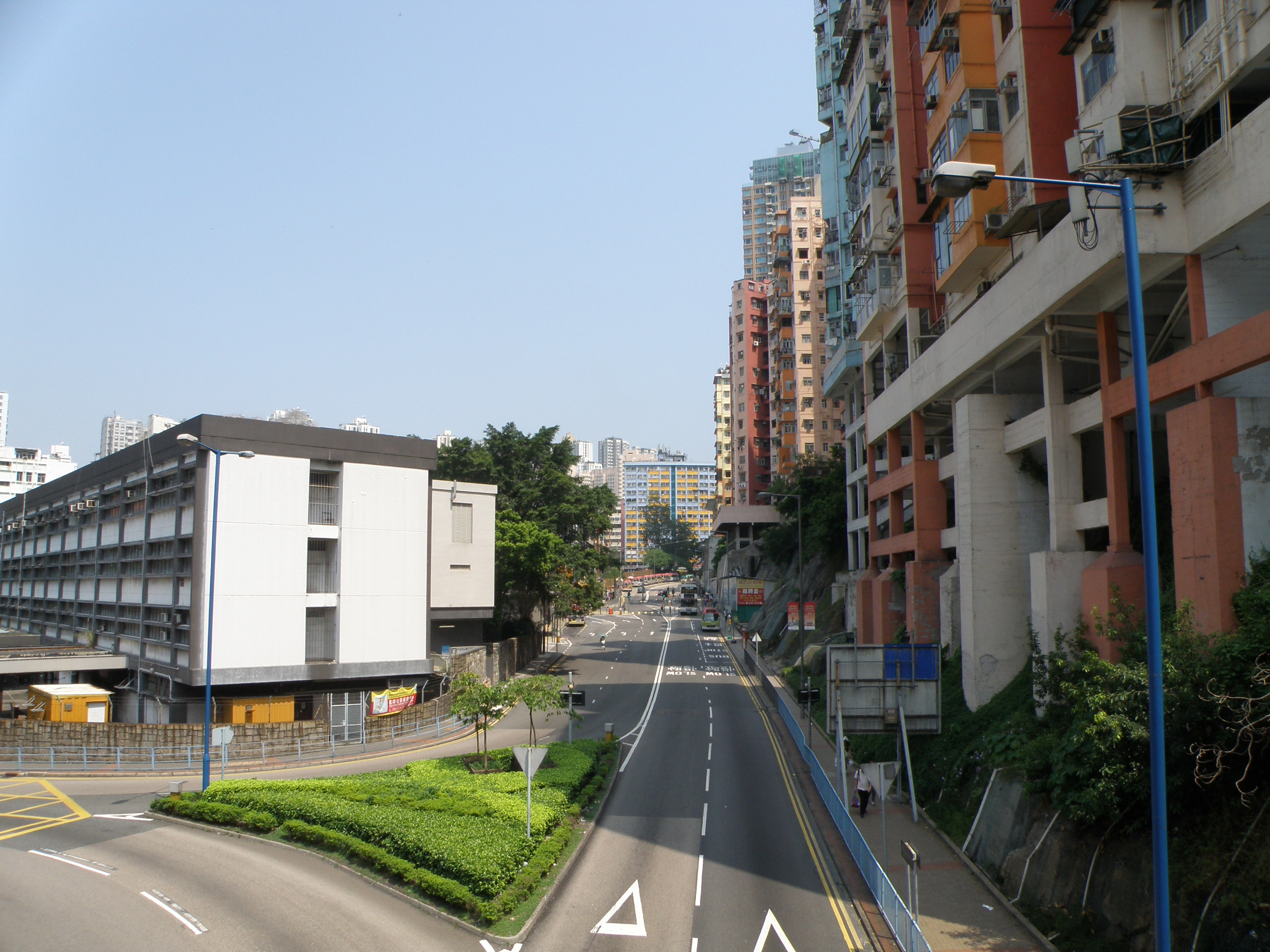
協和街與觀塘道交界（2015年）

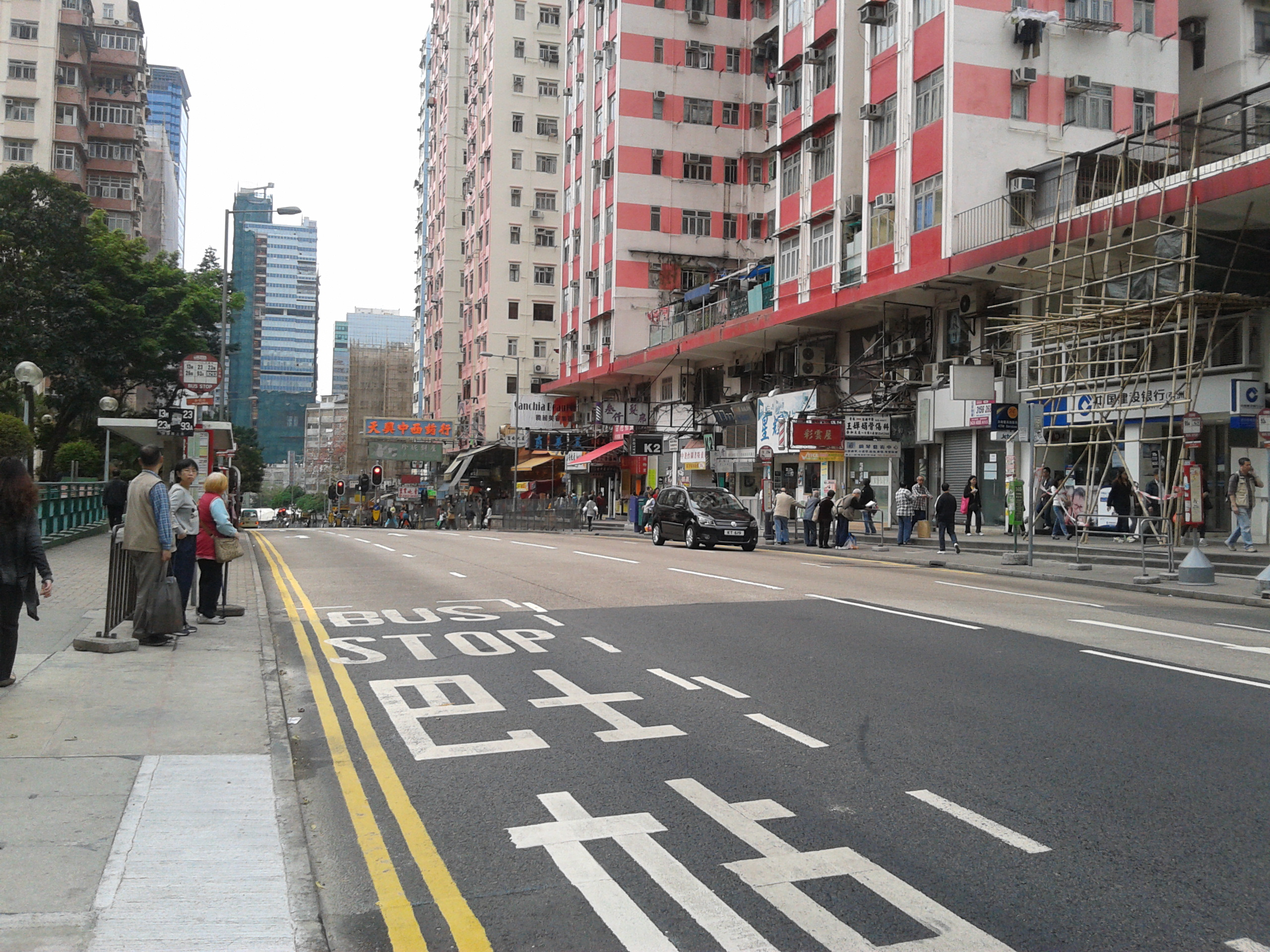
協和街中段

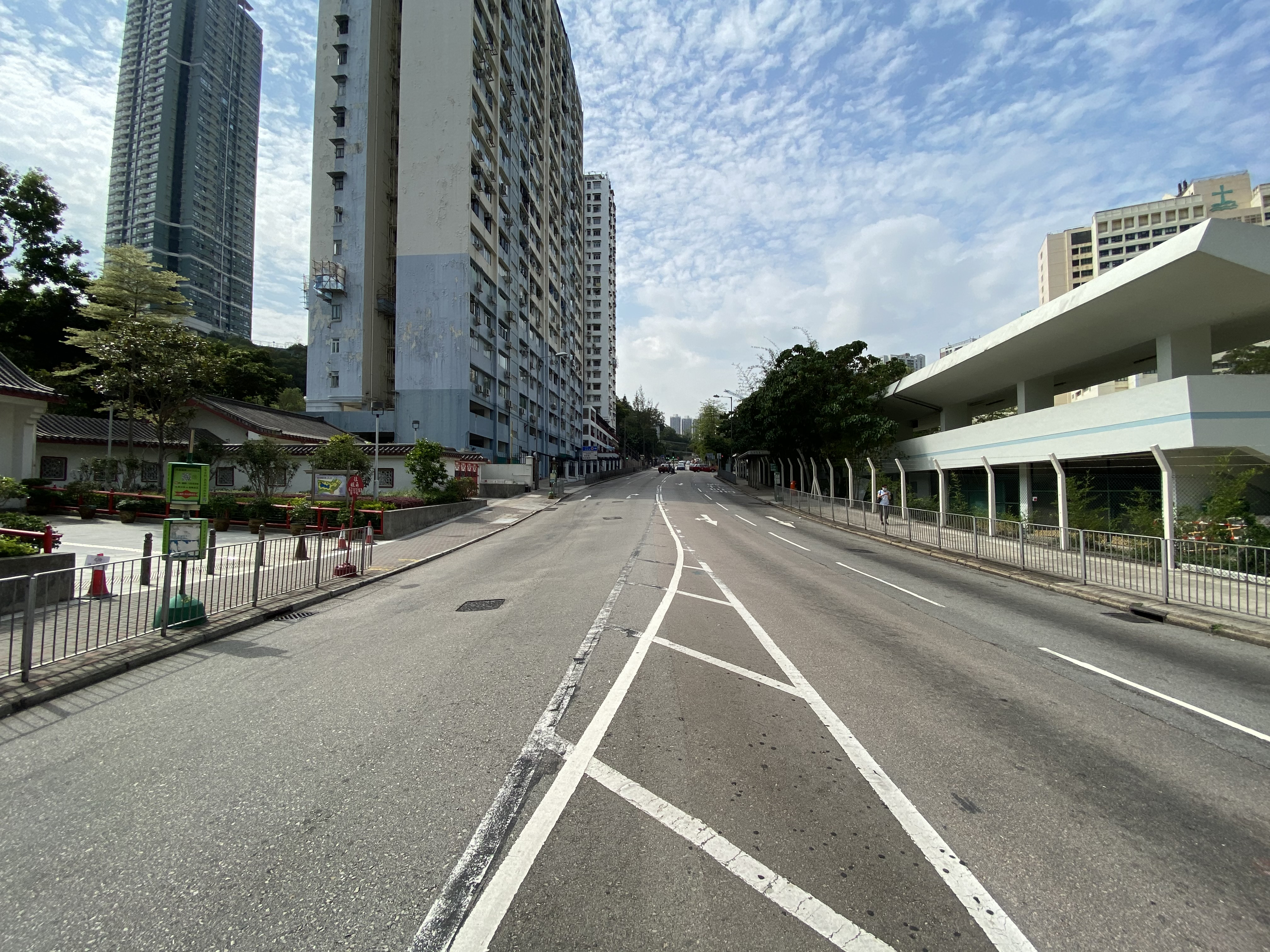
協和街近秀雅道遊樂場

協和街（英語：Hip Wo Street）是香港九龍觀塘區的一條街道，南北縱向，由下而上以觀塘道交界為起點，順利邨道和秀茂坪道交界為終點。沿線發展以高密度住宅為主，附以小量社區設施。由於人口密集，交通尚算發達。行人過路設施設置在每一個路口，均為行人過路綫，另設一座行人天橋，連接祥和苑來回方向的巴士站，方便該屋苑居民。

## 沿線街道交匯
- 觀塘道
- 開源道
- 同仁街
- 物華街／月華街（西行）
- 月華街（東行）
- 和樂邨屋邨通道
- 雲漢街
- 翠屏道
- 祥和苑屋苑通道／曉光街
- 秀雅道
- 康寧道
- 順利邨道／秀茂坪道

## 沿線建築物
(以門牌號碼排列)
- 71 凱匯
- 130 基督教聯合醫院
- 221 地利亞修女紀念學校（協和）
- 223 地利亞修女紀念學校（利瑪竇）
- 277 祥和苑
- 301 華峰園
- 303 協威園

- 凱匯
- 協和街正興建天橋連接裕民坊 (商場)
- 和樂邨
- 地利亞修女紀念學校（協和）